# James Charlton (activista)
James I. Charlton es un autor estadounidense, activista por las personas con discapacidad y vicepresidente ejecutivo de "Access Living in Chicago".
Mantiene que la discapacidad se encuentra construida socialmente. Ha creado un modelo del movimiento por los derechos de las personas con discapacidad que se diferencia entre un gran número de asociaciones.

## Carrera
Graduado en la Universidad de Chicago, Charlton ha sido director de programas, vicepresidente ejecutivo y presidente de "Access Living" desde 1985. Es profesor asistente en el Departamento de Discapacidad y Desarrollo Humano de la University of Illinois at Chicago y miembro del consejo directivo de la Autoridad de Tránsito de la ciudad de Chicago.
Su libro Nada sobre nosotros sin nosotros: opresión de la discapacidad y empoderamiento (Nothing about us without us: disability oppression and empowerment) ha sido descrito como "Un documento pilar de la literatura en el campo de la discapacidad".
Es también autor del artículo Peripheral Everywhere donde habla de la persona con discapacidad como "doblemente marginada".